# Патрики, Андрей Леонидович
Андре́й Леони́дович Патри́ки (1 мая 1956 года, Москва) — советский и российский дартсмен. Двукратный чемпион СССР по дартсу, победитель и призёр всероссийских и международных турниров. Двукратный участник Кубка мира WDF.
Единственный человек, который выигрывал чемпионаты СССР по дартсу.

## Биография
В 1990 году стал первым чемпионом СССР по дартсу. В финале Патрики обыграл Игоря Маслова. В 1991 году в финале чемпионата СССР обыграл Андрея Подлосинского из Братска..
После распада СССР на внутренней арене не блистал. Единственное крупное достижение — серебро чемпионата России в 1993 году.
Дважды играл на Кубке мира WDF. В 1991 году проиграл греку Денису Филихосу (0:4), а в 1993-м — бельгийцу Бруно Расу (счёт неизвестен). Также дважды принимал участие в престижном турнире Winmau World Masters Men.
Единственный дартсмен из СССР и постсоветского пространства, игравший на турнире News of the World в Англии.
Окончил МГИМО. Живёт в Канаде.

## Стиль игры
Патрики запомнился крайне оригинальной манерой броска. Об этом впоследствии вспоминали современники.
— Его бросок в то время выглядел так: прямая (!) рука вытянута в сторону мишени, дротик расположен вертикально и смотрит иглой в пол, прицеливание через оперение. Что там с пальцами было, наверное, Андрей и сам сейчас не вспомнит.

## Семья
Сын Павел — канадский кинорежиссёр, оператор и продюсер.

## Достижения

### Личные
- Чемпион СССР (1990, 1991)
- Вице-чемпион России (1993)